# Xファイル (政治)
Xファイルは、2021年に報道された、大韓民国の前検事総長尹錫悦に対する疑惑を記載したとされる文書の名称。同年6月24日現在、公開されていない。

## 概要
2021年6月19日に、野党系の評論家がXファイルの存在を明らかにしたと発表した。これに対し、尹は「出所不明の怪文書で政治工作をせずに、内容や根拠を公開するよう願う」と発表した。
尹は2022年の大韓民国大統領選挙に立候補する意思を表明している。